# Општина Фрунтишени (Васлуј)
Фрунтишени (рум. Fruntişeni) општина је у Румунији у округу Васлуј.
Oпштина се налази на надморској висини од 245 m.

## Становништво

### Хронологија
| Година       | 2004 | 2005 | 2006 | 2007 | 2008 | 2009 | 2010 | 2011 | 2012 | 2013 | 2014 | 2015 | 2016 | 2017 |
| ------------ | ---- | ---- | ---- | ---- | ---- | ---- | ---- | ---- | ---- | ---- | ---- | ---- | ---- | ---- |
| Становништво | 1748 | 1776 | 1800 | 1830 | 1872 | 1901 | 1915 | 1919 | 1946 | 1929 | 1925 | 1910 | 1890 | 1866 |